# Камний Врх-при-Примсковем
Камний Врх-при-Примсковем (словен. Kamni Vrh pri Primskovem) — поселення в общині Шмартно-при-Літії, Осреднєсловенський регіон, Словенія. 
Висота над рівнем моря: 495,4 м.